# Ingrid Newkirk

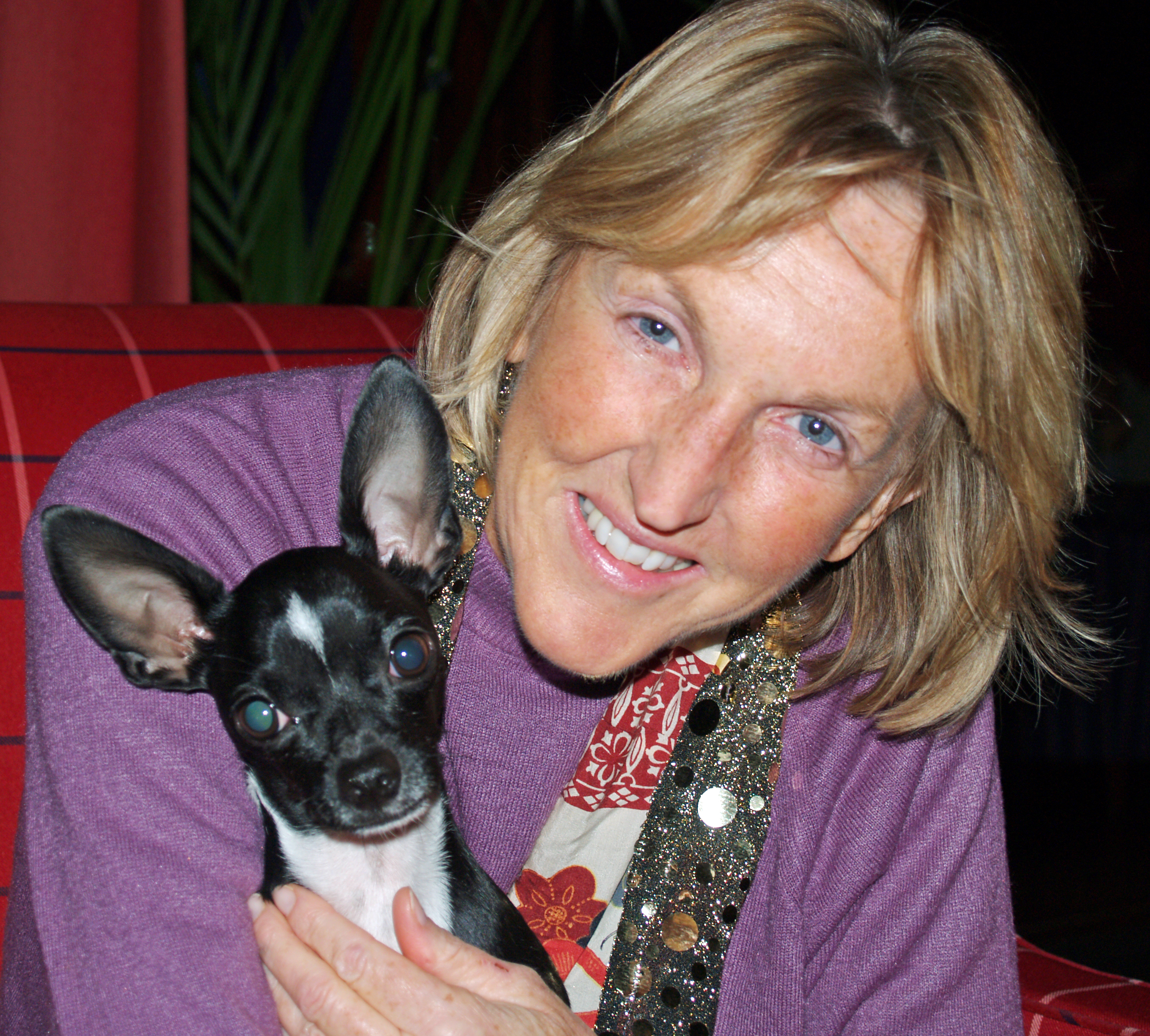
Ingrid Newkirk (2007)

Ingrid Newkirk, född 11 juni 1949 i Storbritannien, är en amerikansk djurrättsaktivist bosatt i Norfolk, Virginia i USA.
Tillsammans med Alex Pacheco startade Newkirk år 1980 organisationen People for the Ethical Treatment of Animals, PETA. Till denna organisation har hon lyckats knyta mer än 2 miljoner medlemmar och supportrar. PETA kämpar för att stoppa djurförsök, djur inom showbusiness (exempelvis cirkus), pälsdjursuppfödning och intensivuppfödning.
PETA avlivar så gott som alla de djur som blir överlämnade till dem. Enligt deras egna siffror så har delar av deras organisation så höga siffror som 90% avlivade djur av alla de djur de har mottagit. 